# Милан Николић (музичар)
Милан Николић (Светозарево, 2. јул 1979) је српски хармоникаш. Заједно са Марком Коном представљао је Србију у полуфиналу Песме Евровизије 2009. у Москви.

## Биографија
Хармонику је почео да свира са седам година. Основну школу је завршио у Свилајнцу, а нижу и средњу музичку у Панчеву. Дипломирао је на музичкој академији у Паризу.
Кон и Николић су победили на националном изборном такмичењу (Беовизија 2009) са песмом „Ципела“. На Песми Евровизије 2009. у Москви, заузели су 10. место у другој полуфиналној вечери, и нису се пласирали у финале.
После Балкан Беат правца, који је међу првима донео у Србију, и после компилације за инострано тржиште, међу којима су се осим његове, нашле и песме Горана Бреговића и Бобана Марковића, сада се окренуо једном сасвим другачијем правцу.
Наиме, Николић је са својим Баракуда Бендом, снимио песму "Позив на чекању", која је у поп жанру.